# Giovanni Arnolfini
Pour les articles homonymes, voir Arnolfini.

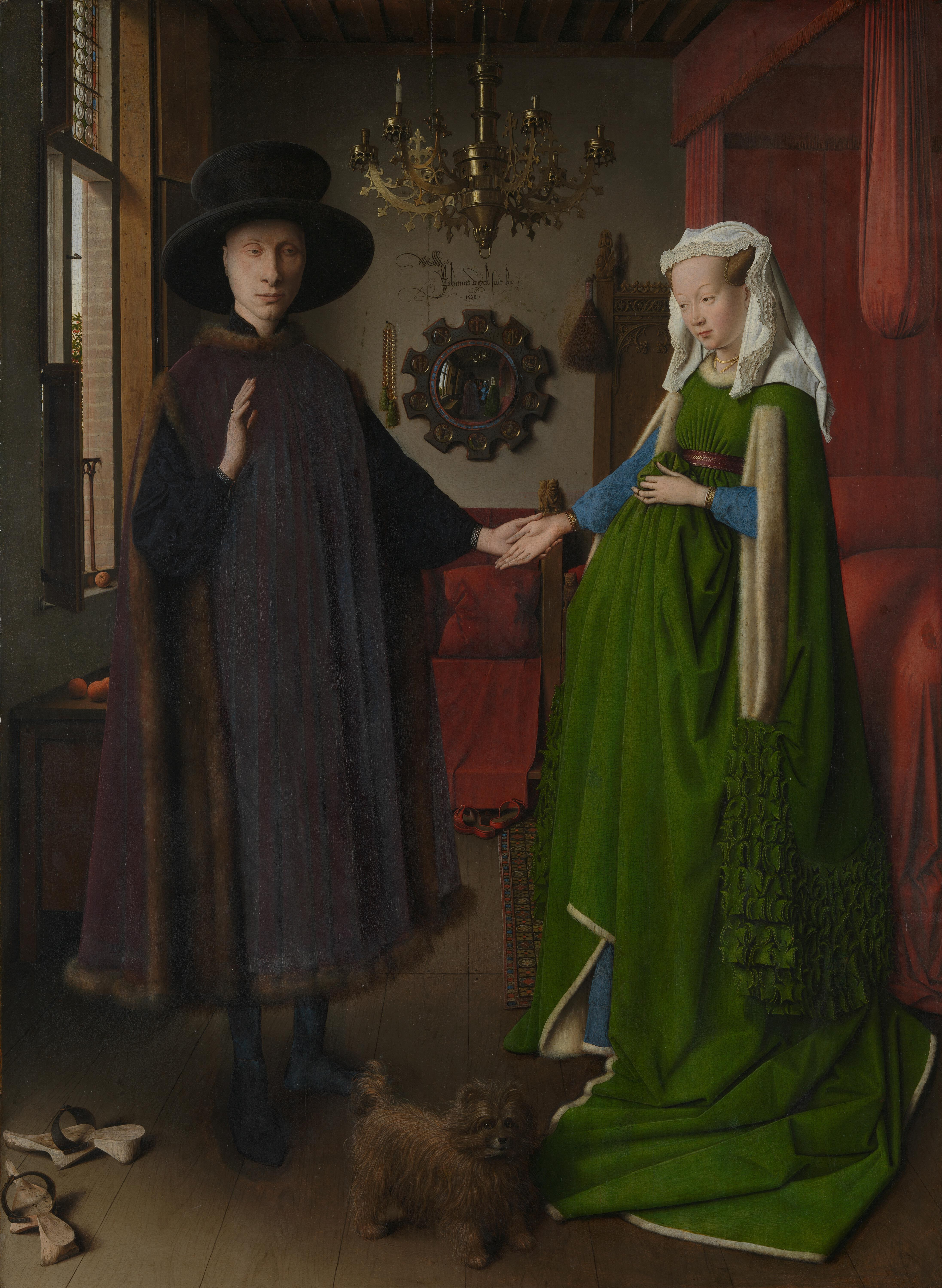
Les Époux Arnolfini par Jan van Eyck, National Gallery, Londres

Giovanni di Nicolao Arnolfini, né vers 1400 à Lucques et mort le 11 septembre 1472 à Bruges, est un marchand italien, naturalisé flamand, originaire de Lucques, une ville de Toscane, en Italie et qui a passé la plus grande partie de sa vie en Flandre, qui relevait alors du duché de Bourgogne. Sans doute est-il toujours resté à Bruges qui était une riche ville commerçante et l'une des principales résidences de la cour de Bourgogne. À cette époque, il semble également avoir utilisé le nom francisé de Hernoult-le-Fin.

## Biographie
Giovanni Arnolfini est vraisemblablement né à Lucques en Toscane, où vivaient ses parents, mais nous n'avons de preuves ni pour le lieu ni pour la date.
Les Arnolfini étaient à Lucques une famille puissante, impliquée dans la politique et le commerce de cette ville petite mais riche, qui s'était spécialisée (comme Florence) dans le tissage de vêtements coûteux. Un cousin germain de Giovanni un peu plus jeune que lui, et que les comptables de Bourgogne appellent Giovanni Arnolfini de Arrigo (ou « Jehan Arnoulphin le jeune »), vint lui aussi vivre à Bruges avec encore plus de réussite que Giovanni de Nicolao.
Giovanni Arnolfini a été envoyé à Bruges alors que légalement il était toujours mineur, où l'on parle de lui est une lettre de 1419 où son père Nicolao écrit de Lucques à son agent à Bruges pour lui donner le droit d'« émanciper » Giovanni, c'est-à-dire de le déclarer adulte. Comme il n'y avait pas d'âge fixé pour cela, nous ne pouvons en tirer aucune indication quant à sa date de naissance.
Giovanni, appelé ici di Nicolao ou « fils de Nicolao » pour le distinguer de son cousin Giovanni di Arrigo Arnolfini (voir ci-dessus), était encore jeune quand il s'installa à Bruges en 1421, pour travailler dans l'entreprise familiale. Il s'enrichit dans le commerce de la soie, des tapisseries et d'autres objets précieux, en assurant aussi le rôle de banquier. Il figure parmi les plus actifs résidents italiens de Bruges, à l'époque un des principaux ports du duché de Bourgogne et important centre financier d'Europe.
En 1455, il fait la connaissance du dauphin de passage à Jemappes et reste en relation commerciale avec lui. En août 1461, le dauphin, devenu roi sous le nom de Louis XI, nomme Giovanni Arnolfini conseiller général et gouverneur de la finance en Normandie. En 1462, il devient conseiller du roi puis obtient sa naturalisation en avril 1464.

### Tableaux de Jan van Eyck
Sa renommée vient par le biais de l'histoire de l'art, certains historiens, et notamment Erwin Panofsky, ayant défendu l'hypothèse qu'il serait le sujet de deux tableaux peints par Jan van Eyck, le célèbre peintre flamand dont il est un proche à la cour : 
- Les Époux Arnolfini (1434), conservé à la National Gallery de Londres.
- Portrait (1440 environ) conservé à la Gemäldegalerie de Berlin.

L'étude influente de Panofsky propose que Les Époux Arnolfini est en fait un document témoignant du mariage d'Arnolfini avec Jeanne Cenami en 1434. Un document trouvé en 1997 a prouvé que ce mariage ne fut conclu qu'en 1447.
D'autres études avait déjà avancé qu'il ne s'agissait pas de mariage mais de fiançailles. La remise en question de l'identité du couple se reporte désormais sur le portait conservé à Berlin, qui n'est identifié que par sa ressemblance avec le supposé Arnolfini du tableau des époux.

## Source de la traduction
- (it) Cet article est partiellement ou en totalité issu de l’article de Wikipédia en italien intitulé « Giovanni Arnolfini » (voir la liste des auteurs).